# Kaitō Reinya
Kaitō Reinya (怪盗レーニャ Kaitou Reinya?,  Ladrona Fantasma Reinya) es un anime basado en el yonkoma del mismo nombre, el cual relata las aventuras de una ladrona, quien siempre se sale con la suya dando esquinazo a sus perseguidores policíacos.
Este anime ha sido anunciado el 11 de noviembre de 2009 coincidiendo con el cumpleaños de Reina Tanaka del grupo de J-pop Morning Musume y ha sido activada desde esa fecha su página web oficial, en la cual hay un resumen del argumento y una previsualización de lo que será la temporada.
El anime comenzó su emisión el día 9 de enero del 2010 en la cadena de televisión japonesa KBC TV en Fukuoka. Se han confirmado un total de 12 episodios que serán emitidos con una duración aproximada de 3 minutos cada uno.

## Argumento
Tomando de referencia a la cantante Reina Tanaka (田中れいな Tanaka reina?), es animado el personaje principal cuyo idioma es caracterizado por el uso del dialecto Hakata-ben (博多弁?). Este personaje animado es una ladrona fantasma perseguida por una chica policía torpe.
Durante el día, la Ladrona Fantasma Reinya, trabaja en una simple tienda llamada "Faminiya" como dependienta y se hace llamar Reina. Ya durante la noche, junto con su cómplice Chūtarō (un ratoncito), planean todas las fechorías a realizar en su escondite bajo la tienda. No muy lejos de ahí, se encuentra la estación de policía de Dai Edo, en la cual trabajan el inspector indecente, el detective delirante y la mujer policía cabeza de chorlito. Estos 3 forman lo que se denomina en la serie el trío estúpido, los cuales no cejan en intentar atrapar a Reinya, ya que cada vez que lo intentan, Reinya logra escapar burlándose de ellos.

## Personajes principales
- Kaitō Reinya/Reina (怪盗レーニャ Kaitou Reinya?,  Ladrona Fantasma Reinya) Es la protagonista de la historia. Junto con su ratoncito planean todo tipo de fechorías para robar y burlarse de sus perseguidores. Trabaja en la Tienda Faminiya como Reina.[4]
- Fukei Nocchi  (婦警のっち Fukei Nocchi?,  Mujer Policía Nocchi) Es la encargada de perseguir a Reinya siempre con resultados negativos. Trabaja en la estación de policía de Dai Edo, odia a los ratones y siempre que hay un ventilador encendido cerca de ella el inspector le ve lo que está debajo de la falda.[4]
- Chūtarō (チュ太路 Chu-Taro?)　Es el ratoncito amarillo que acompaña a Reinya durante toda la historia y lo usa como consejero aunque casi siempre se involucra demasiado en las fechorías y sale mal parado, al parecer puede sobrevivir todos las abusos de Reinya e inclusos algunos son letales y sobrevive.[4]
- Keibu (警部 Keibu?,  Inspector de policíca)　Este es el inspector de policía que forma parte del trío que investiga los hechos de las fechorías de Reinya, perdona a Nocchi si la ve debajo de la falda o dice caulquier estupidez.[4]
- Keiji (刑事 Keiji?,  Detective Keiji)　Este personaje forma parte del trío de la policía de Dai Edo, es un personaje más sensible el cual parece admirar a Reinya y también parece sentir algo por ella o mejor dicho por Reina.[4]

## Actores de voz
El mismo día del anuncio del anime, se dieron a conocer quienes iban a ser los actores de doblaje de los personajes principales, ambos mujeres. Estos serían Reina Tanaka (田中れいな Tanaka Reina?) del grupo de J-pop Morning Musume como Kaitō Reinya (怪盗レーニャ Kaitō Reina?,  Ladrona Fantasma Reinya) y Arisa Noto (能登有沙 Noto Arisa?) del grupo H!P Eggs como la Fukei Nocchi  (婦警のっち Fukei Nocchi?,  Mujer Policía Nocchi).

### Seiyū (en japonés)
- Kaitō Reinya: seiyū Reina Tanaka (田中れいな Tanaka Reina?)
- Fukei Nocchi: seiyū Arisa Noto (能登有沙 Noto Arisa?)
- Chūtarō: seiyū Kōsuke Okano (岡野 浩介 Okano Kōsuke?);
- Criminalista Keiji: seiyū Kōsuke Okano (岡野 浩介 Okano Kōsuke?)
- Inspector Keibu: seiyū So Yoki (陽季想 Yoki So?)